# Huta Pieniacka
Huta Pieniacka (en ucraniano: Гута Пеняцька, Huta Peniats'ka) fue un pueblo polaco de unos 1000 habitantes hasta que fue destruido en 1944. Pertenecía al voivodato de Tarnopol, en Polonia. El sitio de lo que una vez fue el pueblo se encuentra actualmente a unos 50 km de Ternópil, al lado del pueblo de Holubytsia (en ucraniano: Голубиця) y Peniaky en el raión de Brody del óblast de Leópolis, en Ucrania. 

## Historia
Durante la guerra germano-soviética, el pueblo albergó el destacamento partisano soviético bajo el mando del coronel del NKVD Dmitri Medvédev. 
El 28 de febrero de 1944, casi todos los habitantes de origen polaco fueron asesinados, y el pueblo fue arrasado durante la masacre de Huta Pieniacka en una acción de pacificación premeditada por el 4.º regimiento de la policía, que más tarde se unió a la SS Galizien.
El pueblo de Huta Pieniacka ya no existe. La mayoría de las casas fueron quemadas durante la masacre y solo quedaron la escuela y una iglesia católica. Los dos edificios fueron demolidos después de la guerra, y en el área del pueblo hay un pasto para el ganado. Hay un puesto con un centro de inscripción ucraniano de la antigua aldea, pero no menciona el nombre de la aldea. 

## Historia reciente

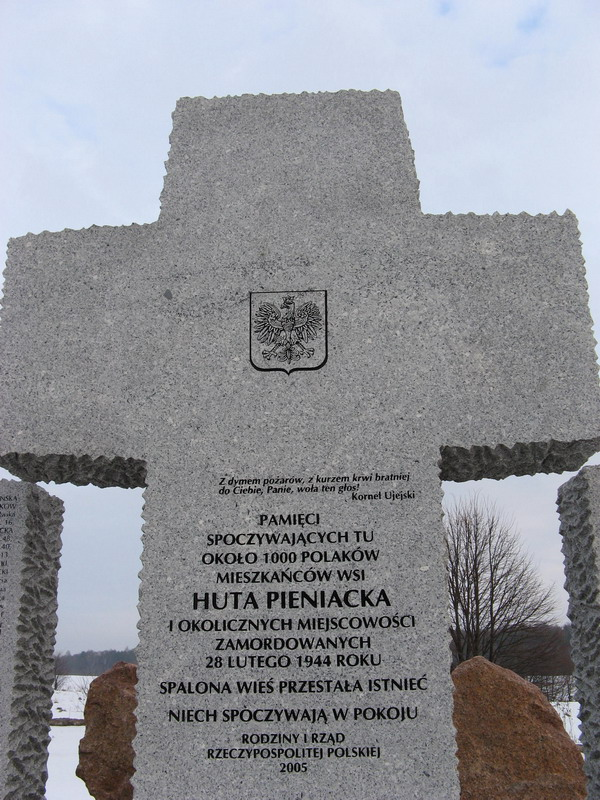
Placa en el monumento

En 2009, los entonces presidentes de Polonia y Ucrania, Lech Kaczyński y Víktor Yúshchenko, respectivamente, visitaron el sitio para rendir homenaje a las víctimas. 
El monumento en el ahora inexistente pueblo de Huta Pieniacka en la región de Leópolis, en el oeste de Ucrania, fue erigido en memoria de los cientos de habitantes del pueblo que fueron asesinados en 1944 por un regimiento policial. 
El 9 de enero de 2017, el monumento a las víctimas polacas de la masacre de la Segunda Guerra Mundial fue objeto de vandalismo. Se hizo estallar una cruz hecha de piedra, mientras que dos losas de piedra con los nombres de los polacos asesinados durante la masacre de 1944 fueron dañadas supuestamente por vándalos del «Movimiento de Liberación Popular» ruso, que fue uno de los primeros en publicar un video del monumento destruido. Este acto fue fuertemente condenado por las autoridades ucranianas y polacas.
El monumento fue restaurado al cabo de un mes. El embajador de Polonia en Ucrania, Jan Piekło, visitó el sitio el 28 de febrero de 2017 durante la ceremonia de conmemoración y lo llamó «una enorme sorpresa». «Esto fue una especie de milagro. Primero, había información de que una cruz regresaba a su lugar. Un empleado del consulado fue a Huta Pieniacka y regresó con fotos confirmando la noticia. Es una réplica de la cruz original y está hecha de granito», dijo Jan Piekło.